# Adrian Mutu
Pour les articles homonymes, voir Mutu.
Adrian Mutu, né le 8 janvier 1979 à Călinești en Roumanie, est un footballeur roumain devenu entraîneur.

## Biographie

### Club
Il commence sa carrière comme arrière-gauche au FC Arges Pitesti puis est utilisé comme milieu offensif gauche au Dinamo Bucarest.
Acheté par l'Inter Milan, il explose finalement au Hellas Verone puis au Parme FC aux côtés de son ami Adriano Leite Ribeiro et est donc rapidement transféré à Chelsea.
Le transfert est estimé à 19 millions d'euros. Selon Mutu, il constitue alors le premier choix de l'entraîneur du club Claudio Ranieri. Mutu participe à 36 matchs durant la saison pour 10 buts inscrits. La saison suivante, Ranieri est remplacé par José Mourinho. La relation entre son nouvel entraîneur et Mutu est mauvaise. Le temps de jeu du Roumain diminue et une polémique médiatique les oppose à propos de la participation de Mutu à un match de qualification pour la Coupe du monde 2006 avec sa sélection nationale. Contrôlé positif à la cocaïne en octobre 2004, Mutu est suspendu pour sept mois et licencié par Chelsea pour faute grave.
Relancé par la Juventus Turin, Fabio Capello le fait jouer milieu gauche mais il brillera peu à Turin.

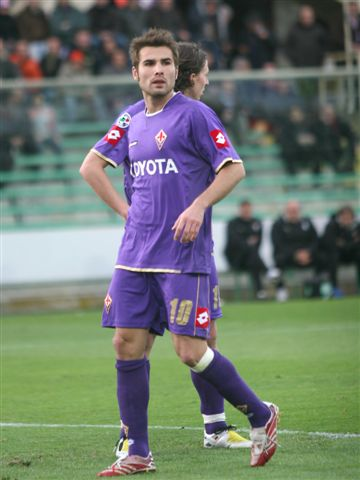
Mutu avec le maillot de la Fiorentina.

À la suite de la rétrogradation de la Juve en Serie B, il est transféré à la Fiorentina. Il renaîtra grâce à Cesare Prandelli, son ancien entraîneur à Parme. Positionné ailier gauche de l'attaque aux côtés de Luca Toni, il retrouve son niveau de jeu et son explosivité.
En août 2007, après avoir été courtisé par le FC Barcelone, il déclare son attachement à la Fiorentina, où il souhaiterait finir sa carrière.
Surnommé Il fenomeno par les tifosi de la Viola, il est nommé comme meilleur joueur étranger 2006-2007 mais aussi comme meilleur joueur de la saison. En 2006-2007, les cinq quotidiens sportifs majeurs italiens lui décernent la meilleure note moyenne par match.
Après le départ de Luca Toni à l'intersaison, il devient le pilier indispensable de l'attaque de la Viola tant en Serie A qu'en Coupe UEFA.
En juillet 2008, malgré l'intérêt de grands clubs comme l'AS Rome et le Real Madrid, il prolonge son contrat à Florence jusqu'en 2012 et se prépare à emmener la Fiorentina sur le devant de la scène footballistique européenne en disputant le tour préliminaire de la Ligue des champions.
Le 14 août 2008, il est condamné à verser 17,2 millions d'euros à son ancien club de Chelsea (une compensation financière d'un montant record), à la suite de son contrôle positif à la cocaïne en 2004, lorsqu'il jouait pour le club anglais. Le président du Dinamo Bucarest a entrepris une quête, pour permettre au joueur de verser cet argent[réf. nécessaire]. Ayant décidé de faire appel de la décision du Tribunal arbitral du sport, Mutu voit son recours être débouté par la Cour européenne des droits de l'homme le 2 octobre 2018.
En janvier 2010, il se fait contrôler à nouveau positif à l'issue du match de championnat d'Italie contre Bari.
À la suite de cela Adrian Mutu sera suspendu jusqu'au 29 octobre 2010 par le tribunal antidopage italien, ayant été contrôlé positif à la sibutramine (stimulant interdit).
Le 23 juin 2011, Mutu signe un contrat de deux ans avec une option pour une troisième année avec Cesena. Il y joue 26 matchs et y inscrit 8 buts.
Mutu signe un contrat avec l'AC Ajaccio le 27 août 2012. Il est rare qu'un joueur du championnat d'Italie rejoigne le championnat français, mais il semblerait qu'en raison de sa suspension, il n'était le bienvenu dans aucun club plus huppé. À Ajaccio, il rejoint Guillermo Ochoa, qui avait signé à la suite de son contrôlé positif au Clenbutérol, contrôle classé sans suite, car on peut théoriquement trouver ce produit interdit dans de la viande de consommation.
Le 3 février 2013, Adrian Mutu inscrit un doublé contre l'Olympique lyonnais, qui permet à l'AC Ajaccio de l'emporter 3 buts à 1.
En janvier 2014, alors qu'il devait être prêté pour 18 mois au Petrolul Ploiești, il résilie son contrat le liant au club corse.

### International
Il participe à sa première sélection en équipe de Roumanie à Athènes, lors du match amical Grèce - Roumanie (2-0).
Le 14 juin 2008, malgré un but inscrit, il manque par la suite un penalty lors du match Roumanie-Italie qui aurait pu offrir la victoire à ses couleurs et par conséquent une qualification pour les quarts de finale de l'Euro 2008. Il présentera des excuses publiques dans la presse roumaine.
Le 13 octobre 2009, Răzvan Lucescu l'exclut de l'équipe nationale roumaine pour avoir été surpris en discothèque lors du rassemblement de la sélection roumaine en vue du match contre la Serbie (défaite 0-5).
En mars 2011, le sélectionneur refait appel a lui pour pouvoir renforcer l'équipe. Il inscrit deux buts décisifs contre le Luxembourg.
Le 11 août 2011, Victor Piturca décide de l'exclure de la sélection nationale pour avoir passé une soirée arrosée deux jours avant le match amical contre Saint-Marin. Son coéquipier Gabriel Tamaș est sanctionné de la même façon.
Le 22 mars 2013, Adrian Mutu est ensuite rappelé en équipe nationale et participe à la campagne de qualification pour la Coupe du monde 2014. Il marque un penalty lors du match Hongrie-Roumanie et égale le record de buts de Gheorghe Hagi qui était jusqu'à présent le meilleur buteur dans l'équipe de Roumanie.
Mais Adrian Mutu est une nouvelle fois écarté de la sélection pour avoir posté sur Facebook un photo-montage de son entraîneur avec la tête de Mr. Bean à la suite de l’élimination de la Roumanie en barrages de qualification à la Coupe du monde.

## Palmarès
| - Dinamo Bucarest - Liga I - Champion : 2000. - Vice-champion : 1999. |  | - Inter Milan - Coupe d'Italie - Finaliste : 2000. |  | - Chelsea - Premier League - Vice-champion : 2004. |  | - Juventus - Supercoupe d'Italie - Finaliste : 2005 |  |

## Distinctions personelles
- Elu joueur de l'année en Roumanie par les journalistes en 2005 et 2006 (devant Cristian Chivu et Ciprian Marica).

## Statistiques
| Saison                | Club                  | Championnat           | Championnat | Championnat | Championnat | Coupe(s) nationale(s) | Coupe(s) nationale(s) | Coupe(s) nationale(s) | Compétition(s) continentale(s) | Compétition(s) continentale(s) | Compétition(s) continentale(s) | Compétition(s) continentale(s) | Autres compétitions | Autres compétitions | Autres compétitions | Autres compétitions | Roumanie | Roumanie | Roumanie | Total | Total | Total |
| Saison                | Club                  | Division              | M.          | B.          | P.d.        | M.                    | B.                    | P.d.                  | Comp.                          | M.                             | B.                             | P.d.                           | Comp.               | M.                  | B.                  | P.d.                | M.       | B.       | P.d.     | M.    | B.    | P.d.  |
| 1996-1997             | Argeș Pitești         | Liga I                | 5           | 0           | -           | -                     | -                     | -                     | -                              | -                              | -                              | -                              | -                   | -                   | -                   | -                   | -        | -        | -        | 5     | 0     | 0     |
| 1997-1998             | Argeș Pitești         | Liga I                | 21          | 4           | -           | -                     | -                     | -                     | -                              | -                              | -                              | -                              | -                   | -                   | -                   | -                   | -        | -        | -        | 21    | 4     | 0     |
| 1998-1999             | Argeș Pitești         | Liga I                | 15          | 7           | -           | -                     | -                     | -                     | C3                             | 6                              | 3                              | 0                              | -                   | -                   | -                   | -                   | -        | -        | -        | 21    | 10    | 0     |
| Sous-total            | Sous-total            | Sous-total            | 41          | 11          | -           | -                     | -                     | -                     | -                              | 6                              | 3                              | 0                              | -                   | -                   | -                   | -                   | -        | -        | -        | 47    | 14    | 0     |
| 1998-1999             | Dinamo Bucarest       | Liga I                | 15          | 4           | -           | 2                     | 0                     | -                     | -                              | -                              | -                              | -                              | -                   | -                   | -                   | -                   | -        | -        | -        | 17    | 4     | 0     |
| 1999-2000             | Dinamo Bucarest       | Liga I                | 18          | 18          | -           | 3                     | 3                     | -                     | C3                             | 4                              | 4                              | 0                              | -                   | -                   | -                   | -                   | -        | -        | -        | 25    | 25    | 0     |
| Sous-total            | Sous-total            | Sous-total            | 33          | 22          | -           | 5                     | 3                     | -                     | -                              | 4                              | 4                              | 0                              | -                   | -                   | -                   | -                   | -        | -        | -        | 42    | 29    | 0     |
| 1999-2000             | Inter Milan           | Serie A               | 10          | 0           | 0           | 4                     | 2                     | 1                     | -                              | -                              | -                              | -                              | -                   | -                   | -                   | -                   | 7        | 1        | 0        | 21    | 3     | 1     |
| 2000-2001             | Hellas Vérone         | Serie A               | 25          | 4           | 2           | 1                     | 1                     | 1                     | -                              | -                              | -                              | -                              | PO                  | 1                   | 0                   | 0                   | 5        | 0        | 0        | 32    | 5     | 3     |
| 2001-2002             | Hellas Vérone         | Serie A               | 32          | 12          | 4           | 2                     | 0                     | 0                     | -                              | -                              | -                              | -                              | -                   | -                   | -                   | -                   | 8        | 1        | 0        | 42    | 13    | 4     |
| 2002-2003             | Hellas Vérone         | Serie A               | 0           | 0           | 0           | 2                     | 0                     | 0                     | -                              | -                              | -                              | -                              | -                   | -                   | -                   | -                   | 1        | 0        | 0        | 3     | 0     | 0     |
| Sous-total            | Sous-total            | Sous-total            | 57          | 16          | 6           | 5                     | 1                     | 1                     | -                              | -                              | -                              | -                              | -                   | 1                   | -                   | -                   | 14       | 1        | 0        | 77    | 18    | 7     |
| 2002-2003             | Parme FC              | Serie A               | 31          | 18          | 15          | 1                     | 0                     | 0                     | C3                             | 4                              | 4                              | 1                              | -                   | -                   | -                   | -                   | 7        | 2        | 0        | 43    | 24    | 16    |
| 2003-2004             | Chelsea FC            | Angleterre            | 25          | 6           | 6           | 3+1                   | 3+0                   | 0                     | C1                             | 7                              | 1                              | 0                              | -                   | -                   | -                   | -                   | 7        | 7        | 0        | 43    | 17    | 6     |
| 2004-2005             | Chelsea FC            | Angleterre            | 2           | 0           | 1           | -                     | -                     | -                     | -                              | -                              | -                              | -                              | -                   | -                   | -                   | -                   | 3        | 2        | 0        | 5     | 2     | 1     |
| Sous-total            | Sous-total            | Sous-total            | 27          | 6           | 7           | 4                     | 3                     | 0                     | -                              | 7                              | 1                              | 0                              | -                   | -                   | -                   | -                   | 10       | 9        | 0        | 48    | 19    | 7     |
| 2004-2005             | Juventus FC           | Serie A               | 1           | 0           | 0           | -                     | -                     | -                     | -                              | -                              | -                              | -                              | -                   | -                   | -                   | -                   | 2        | 0        | 0        | 3     | 0     | 0     |
| 2005-2006             | Juventus FC           | Serie A               | 32          | 7           | 7           | 4                     | 3                     | 1                     | C1                             | 8                              | 1                              | 0                              | Su                  | 1                   | 0                   | 0                   | 6        | 5        | 0        | 51    | 16    | 8     |
| Sous-total            | Sous-total            | Sous-total            | 33          | 7           | 7           | 4                     | 3                     | 1                     | -                              | 8                              | 1                              | 0                              | -                   | 1                   | 0                   | 0                   | 8        | 5        | 0        | 54    | 16    | 8     |
| 2006-2007             | ACF Fiorentina        | Serie A               | 33          | 16          | 9           | 2                     | 0                     | 0                     | -                              | -                              | -                              | -                              | -                   | -                   | -                   | -                   | 9        | 6        | 3        | 44    | 22    | 12    |
| 2007-2008             | ACF Fiorentina        | Serie A               | 29          | 17          | 6           | 1                     | 0                     | 1                     | C3                             | 10                             | 6                              | 1                              | -                   | -                   | -                   | -                   | 10       | 5        | 1        | 50    | 28    | 9     |
| 2008-2009             | ACF Fiorentina        | Serie A               | 19          | 13          | 3           | 1                     | 0                     | 0                     | C1+C3                          | 7+2                            | 2+0                            | 1+1                            | -                   | -                   | -                   | -                   | 2        | 0        | 2        | 31    | 15    | 7     |
| 2009-2010             | ACF Fiorentina        | Serie A               | 11          | 4           | 0           | 2                     | 4                     | 1                     | C1                             | 6                              | 3                              | 2                              | -                   | -                   | -                   | -                   | 1        | 0        | 0        | 20    | 11    | 3     |
| 2010-2011             | ACF Fiorentina        | Serie A               | 20          | 4           | 1           | -                     | -                     | -                     | -                              | -                              | -                              | -                              | -                   | -                   | -                   | -                   | 3        | 3        | 0        | 23    | 7     | 1     |
| Sous-total            | Sous-total            | Sous-total            | 112         | 54          | 19          | 6                     | 4                     | 2                     | -                              | 25                             | 11                             | 5                              | -                   | -                   | -                   | -                   | 25       | 14       | 6        | 168   | 83    | 32    |
| 2011-2012             | AC Cesena             | Serie A               | 28          | 8           | 1           | 1                     | 0                     | 0                     | -                              | -                              | -                              | -                              | -                   | -                   | -                   | -                   | 3        | 2        | 0        | 32    | 10    | 1     |
| 2012-2013             | AC Ajaccio            | Ligue 1               | 28          | 11          | 0           | -                     | -                     | -                     | -                              | -                              | -                              | -                              | -                   | -                   | -                   | -                   | 4        | 1        | 0        | 32    | 12    | 0     |
| 2013-2014             | AC Ajaccio            | Ligue 1               | 9           | 0           | 0           | -                     | -                     | -                     | -                              | -                              | -                              | -                              | -                   | -                   | -                   | -                   | -        | -        | -        | 9     | 0     | 0     |
| Sous-total            | Sous-total            | Sous-total            | 37          | 11          | 0           | -                     | -                     | -                     | -                              | -                              | -                              | -                              | -                   | -                   | -                   | -                   | 4        | 1        | 0        | 41    | 12    | 0     |
| 2013-2014             | Petrolul Ploiești     | Liga I                | 8           | 2           | 2           | -                     | -                     | -                     | -                              | -                              | -                              | -                              | -                   | -                   | -                   | -                   | -        | -        | -        | 8     | 2     | 2     |
| 2014-2015             | Petrolul Ploiești     | Liga I                | 6           | 2           | 2           | 0+1                   | 0                     | 0                     | C3                             | 6                              | 2                              | 3                              | -                   | -                   | -                   | -                   | -        | -        | -        | 13    | 4     | 5     |
| Sous-total            | Sous-total            | Sous-total            | 14          | 4           | 4           | 1                     | -                     | -                     | -                              | 6                              | 2                              | 3                              | -                   | -                   | -                   | -                   | -        | -        | -        | 21    | 6     | 7     |
| 2015                  | FC Pune City          | ISL                   | 10          | 4           | 1           | -                     | -                     | -                     | -                              | -                              | -                              | -                              | -                   | -                   | -                   | -                   | -        | -        | -        | 10    | 4     | 1     |
| 2015-2016             | Târgu Mureș           | Liga I                | 2           | 0           | 0           | 1                     | 0                     | 0                     | -                              | -                              | -                              | -                              | PO                  | 1                   | 0                   | 0                   | -        | -        | -        | 4     | 0     | 0     |
| Total sur la carrière | Total sur la carrière | Total sur la carrière | 429         | 157         | 60          | 32                    | 16                    | 5                     | -                              | 60                             | 26                             | 9                              | -                   | 3                   | 0                   | 0                   | 77       | 35       | 6        | 601   | 234   | 80    |

## Vie privée
De 2001 à 2003, il est marié à l'actrice et présentatrice de télévision roumaine Alexandra Dinu (en) avec qui il a un fils.
En 2005, il épouse à Rome l'ancienne mannequin dominicaine Consuelo Matos Gómez. Ils ont deux filles.
En 2016, il épouse à Cuba Sandra Bachici, une ancienne mannequin roumaine.